# Meynbach
Der Meynbach (auch: Meyn) ist ein Bach in Mecklenburg-Vorpommern und Brandenburg, der ausgehend von der Ortslage Hühnerland sowohl südwestlich in Richtung Alte Elde als auch östlich in Richtung Tarnitz fließt.
Südlich des zur Gemeinde Prislich gehörenden Ortsteils Hühnerland befindet sich der Scheitelpunkt des Fließgewässers auf einer Höhe von etwa 34 m ü. NHN auf einer Ackerfläche. Durch Meliorationsarbeiten hat der gerade Bachlauf hier das Aussehen eines Entwässerungsgrabens. Eine Quelle am Scheitel ist nicht auszumachen. Nach Osten verläuft der Bach abwechselnd auf mecklenburgischem und Brandenburger Gebiet entlang der Landesgrenze. Es wird die Bahnstrecke Berlin–Hamburg unterquert. Mit dem Diekhorst auf dem Gemeindegebiet Prislichs grenzt im Norden ein größerer Laubwald an das Gewässer. Etwa drei Kilometer nordöstlich von Klein Warnow (Ortsteil von Karstädt) befindet sich die Mündung in die Tarnitz auf einer Höhe von 28,7 m ü. HN.
Nach Südwesten verläuft der Meynbach bis nördlich von Milow ebenfalls auf oder nahe der Landesgrenze. Bei Groß Warnow werden die Bundesstraße 5 und die Autobahn 14 unterquert. Südlich von Gorlosen bildet der Bach Flussschlingen aus. Die Mündung in die Alte Elde befindet sich nördlich von Krinitz bei etwa 17 m ü. HN.
Sowohl der östliche als auch der westliche Ast des Meynbachs entwässern über die Tarnitz bzw. die Alte Elde weiter über die Löcknitz und die Elbe in die Nordsee.
Ab der östlichen Gemeindegrenze Milows sind der Unterlauf und die Ufer als FFH-Schutzgebiet Meynbach bei Krinitz ausgewiesen. Dieses hat eine Größe von 338 Hektar. Grund hierfür sind Vorkommen an Gemeiner Flussmuschel, Bitterling, Groppe und Fischotter. Innerhalb des Schutzgebiets wurde ein 12 Kilometer langer Abschnitt von 1999 bis 2004 renaturiert. Wehre wurden durch Sohlgleiten ersetzt oder wasserbaulich umgangen, um die Staustellen für die Gewässerfauna durchgängig zu machen. Außerdem wurden Böschungen abgeflacht, Strömungslenker eingebaut und Furten saniert.
Im Sommer des Jahres 2006 fiel der Unterlauf des Meynbaches zeitweise trocken.